# St. Ulrich (Oberschöneberg)

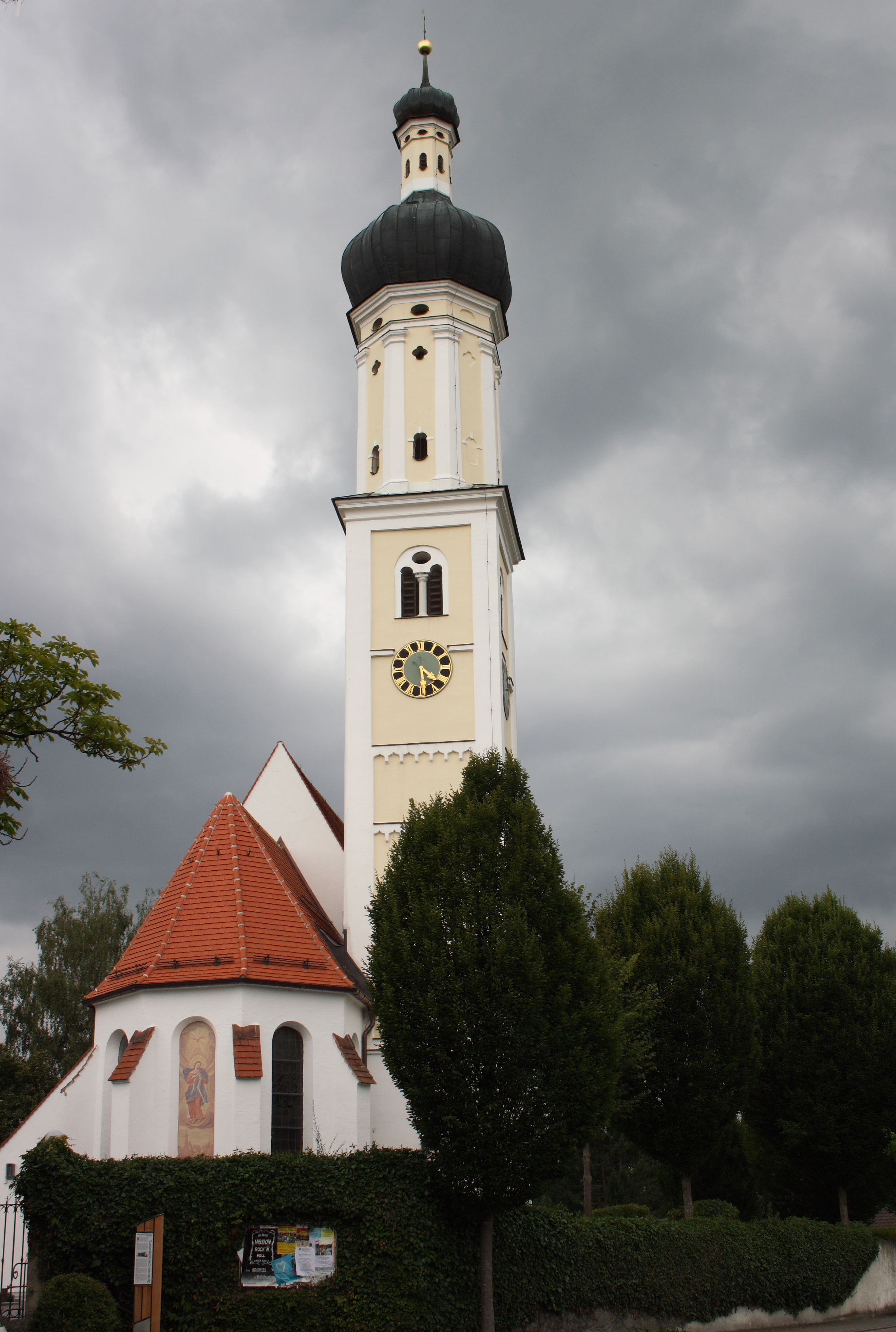
St. Ulrich in Oberschöneberg

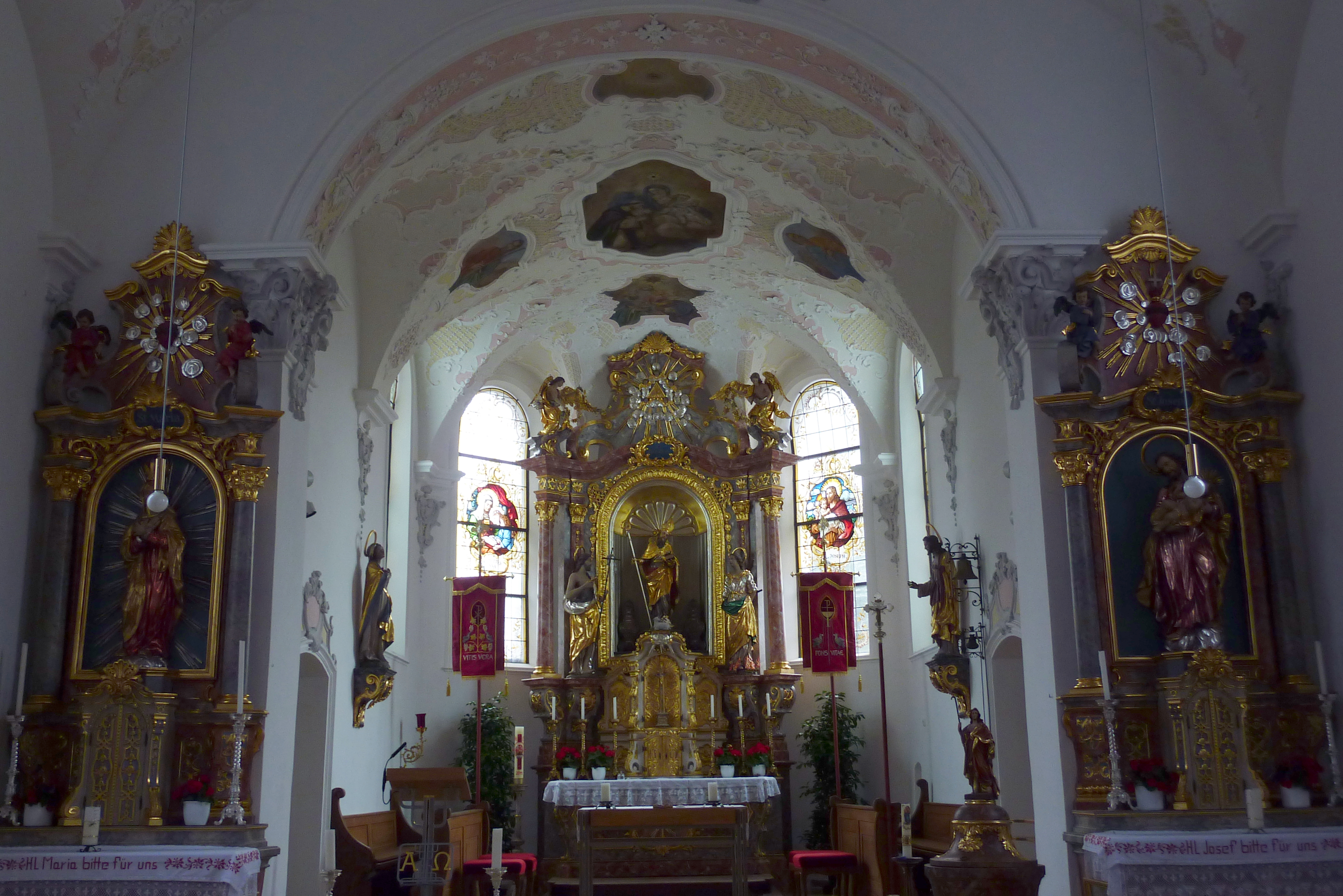
Innenraum

Die römisch-katholische Pfarrkirche St. Ulrich steht in Oberschöneberg, einem Gemeindeteil von Dinkelscherben im schwäbischen Landkreis Augsburg von Bayern. Das Bauwerk ist in der Liste der Baudenkmäler in Dinkelscherben als Baudenkmal unter der Nr. D-7-72-131-46 eingetragen. Die Pfarrei gehört zum Dekanat Augsburg-Land des Bistums Augsburg.

## Beschreibung
Die Saalkirche wurde im Kern um 1490 erbaut. Sie besteht aus einem Langhaus, das 1728 nach einem Entwurf von Joseph Meitinger umgestaltet und nach Westen verlängert wurde, einem eingezogenen, dreiseitig geschlossenen Chor im Osten, einer Sakristei an der Südwand und einem Chorflankenturm auf quadratischem Grundriss an der Nordwand des Chors, der 1728 mit einem Geschoss mit Pilastern an acht Ecken aufgestockt und mit einer Zwiebelhaube bedeckt wurde, die von einer hohen Laterne gekrönt wird. Die Turmuhr und der Glockenstuhl befinden sich in quadratischen Geschossen. Das Langhaus wurde 1793 nochmals verlängert. 
Der Innenraum des Langhauses ist mit einem Stichkappengewölbe überspannt. Der von Joseph Meitinger 1728 eingebrachte Stuck wurde 1902 ergänzt. In dieser Zeit wurden auch die Fresken eingebracht. Über dem Chorbogen befindet sich in einer Kartusche das Wappen des Domkapitels Augsburg. Der Kreuzweg entstand 1868. Die neobarocken Altäre wurden 1902/03 aufgestellt.